# L’One
L'One (właściwie: Lewan Jemzarowicz Gorozija) (ur. 9 października 1985 w Krasnojarsku) – rosyjski raper gruzińskiego pochodzenia, były uczestnik stowarzyszenia Phlatline, założywszy razem z DJ Pill.One projekt WDKTZ (weedkatz). Współzałożyciel i uczestnik grupy Marselle. W 2012 podjął decyzję o solowej karierze i zaczął samodzielną twórczość w wytwórni Black Star Inc. Właściciel własnej linii odzieży Cosmokot, wyprodukowane pod marką Black Star Wear.

## Biografia
Lewan urodził się 9 października 1985 roku w Krasnojarsku, skąd wkrótce przeprowadził się do Jakucka, by zacząć karierę. W dzieciństwie uczestniczył do narodowej drużyny gry w koszykówkę, lecz gdy doznał urazu kolana, musiał zrezygnować z marzeń sportowych.
W Jakucku L'One grał w KWN, był prowadzącym studenckiej ligi KWN w Jakucku. Jednocześnie pracował w radiu i w telewizji. Po nagraniu i publikacji swojego pierwszego albumu w 2005 roku, Lewan przeprowadza się do Moskwy i wraz z Nelem zakłada grupę Marselle.
Z wyjściem piosenki Moskwa i ich debiutanckiego albumu zyskali sławę i zaczęli zwiedzać kraj. Utwór Moskwa po upłynięciu 32 tygodni zajął 1 miejsce w hip-paradzie Next FM
Debiutancki album MARS nazwali najlepszym zastosowaniem dla nowego Air Force 1.
W 2008 roku L'One wziął udział w teleshow BiTV za szacunek na kanale Muz-TV. Wtedy wychodzi pierwszy mixtape Mars FM, a także reality-show w internecie, gdzie widzowie mogą zapoznać się z procesem nagrywania utworów. W tym samym roku wychodzi pełny album Mars, w zapisie którego wzięli udział tacy artyści jak: Teona Dolnikowa, Dza-Dze, Sasza Czest, Knara i Basta.
W 2009 roku wyszła na światło dzienne kompilacja Phlatline in da building zbiegając się z pięcioleciem wytwórni. Na tym dysku znalazły się efekty nowej pracy Marselle i ST. Wsparciem kompilacji był klip nakręcony do piosenki В твоём доме.
W 2010 roku wyszedł mixtape L.
31 marca 2011 roku grupa Marselle, ST i DJ Booch zaprzestali współpracy z Phlatline. 12 maja 2012 roku oficjalnie staje się artystą Black Star Inc.
W 2014 artyście została uruchomiona własna gablota RBT.
We wrześniu 2016 roku wyszedł nowy album Grawitacyja, który magazyn Afisza nazwał najlepszym w dyskografii oceniając go na 7,5/10.

## Życie prywatne
- Ożenił się z Anna Goroziją, z którą zapoznał się na długo przed początkiem solowej kariery, dzieci – syn Misza (25.09.2013) i córka Sofiko (15.04.2017).
- Młodszy brat Merabi do dziś mieszka w Moskwie, jest piar-dyrektorem Lewana i jeździ z nim w trasy.

## Dyskografia

### Studyjne albumy
- 2013 – Спутник
- 2014 – Одинокая Вселенная
- 2016 – Гравитация

### Mini-albumy
- 2015 – Автолюбитель
- 2016 – С самых низов

### W zespole Marselle

#### Studyjne albumy
- 2008 – Mars

#### Mixtapy
- 2008 – Mic on Mars
- 2008 – Мы в клубе
- 2009 – Phlatlina in da Building
- 2010 – L

## Wideografia
| Как сольный исполнитель | Как сольный исполнитель                       | Как сольный исполнитель |
| ----------------------- | --------------------------------------------- | ----------------------- |
| Rok                     | Nazwa piosenki                                | Album                   |
| 2012                    | «#Всёбудет»                                   | TBA                     |
| 2012                    | «Дай мне слово»                               | TBA                     |
| 2012                    | «Понедельник»                                 | Sputnik                 |
| 2013                    | «Все танцуют локтями»                         | Sputnik                 |
| 2013                    | «Космическая любовь»                          | TBA                     |
| 2013                    | «Буду молодым»                                | Sputnik                 |
| 2014                    | «Мистер Хайзенберг»                           | TBA                     |
| 2014                    | «Бери своё»                                   | TBA                     |
| 2014                    | «Океан» (feat. Fidel)                         | Odinokaja Wselennaja    |
| 2015                    | «Всё или ничего»                              | Odinokaja Wselennaja    |
| 2015                    | «Благословляю на рейв» (feat. DJ Philchansky) | TBA                     |
| 2016                    | «Эй, бро!»                                    | TBA                     |
| 2016                    | «Тигр»                                        | TBA                     |
| 2016                    | «С самых низов»                               | Z samych nizow          |
| 2016                    | «Якутяночка» (feat. Warwara Wizbor)           | TBA                     |
| 2016                    | «Внукам не понять»                            | TBA                     |
| 2016                    | «Сон» (feat. MONATIK)                         | Grawitacyja             |
| 2017                    | «Шанс» (feat. Jolka)                          | Grawitacyja             |
| 2017                    | «Медаль на медаль»                            | Grawitacyja             |
| 2017                    | «Огонь и вода»                                | Grawitacyja             |
| 2017                    | «Время первых»                                | TBA                     |

## Filmografia
- 2015 — Kierowca – gramy samego siebie/reżyser

### Dubbing
- 2012 — Straszny Film 3D – Dazzle Darlington
- 2014 — 13 dzielnica: Murowane Rezydencje – K2

### Podkład muzyczny
- 2011 — Fantom - piosenka Moskwa (w składzie Marselle)
- 2013 — Pierwszoklasiści.ru - piosenka Wszyscy tańczą łokciami
- 2013 — Miłość w Wielkim Mieście - piosenki Wszyscy tańczą łokciami, #Chodźdoranka
- 2014 — Fizruk - piosenka Wszyscy tańczą łokciami
- 2015 — Łatwo być młodym? - piosenka Będę młodym
- 2015 — Barman - piosenka Będę młodym
- 2015 — Zmiany - piosenka Będę młodym
- 2016 — Pudełko - piosenka Bierz swoje
- 2016 — Fizruk - piosenka Będę młodym
- 2017 — Przeciążenie - piosenki Powrót, Rakieta
- 2017 — Czas pierwszych - piosenka Czas pierwszych

### Jako aktor
- 2011 — Brzemienny - Epizodyczna rola w filmie promocyjnym
- 2016 — Czop - 2 sezon, 15 seria. Piosenka Wszyscy tańczą łokciami